# Ampelocissus rugosa
Ampelocissus rugosa là một loài thực vật hai lá mầm trong họ Nho. Loài này được (Wall.) Planch. miêu tả khoa học đầu tiên năm 1884.